# Simulium impukane
Simulium impukane är en tvåvingeart som beskrevs av Meillon 1936. Simulium impukane ingår i släktet Simulium och familjen knott. Inga underarter finns listade i Catalogue of Life.